# Ферокактус
Ферокактус (Ferocactus Britton & Rose, 1922) — рід з родини кактусових.

## Історія роду
Перший представник роду Ferocactus recurvus, знайдений в 1753 році, був описаний Філіпом Міллером у «Словнику садівника» («The Gardener 's Dictionary») ще в 1759 році як Cactus recurvus Mill., але тільки в 1922 році Натаніель Бріттон і Джозеф Роуз вводять у ботанічну номенклатуру назву Ferocactus. Назва походить від слова «лат. ferox» — дикий, скажений і пов'язана з наявністю у більшості видів довгих і товстих колючок. Рід об'єднує близько 30 видів. Після ехінокактусів це найбільші кулясті й циліндричні кактуси. Стебла темно-зелені або синьо-зелені, до 4 м заввишки і 0,8 см в діаметрі, без бічних пагонів, з великими ребрами. Потужні колючки відрізняються своїми розмірами, формою, а також яскравим та різноманітним забарвленням. Ребра (13-40) чітко виражені, часто горбкуваті. Радіальні колючки (4-14) білуваті, жовті, світло-коричневі, голкоподібні або шилоподібні, зазвичай жорсткі, 2-4 см завдовжки. Центральні колючки (1-13) різноманітні за формою і забарвленням, прямі, шилоподібні, вигнуті або гачкуваті, круглі або плоскі, 3-7 см, а у деяких видів до 13 см завдовжки. У природі зацвітають лише дорослі рослини, в культурі закритих приміщень вони цвітуть рідко. Квітки рожеві, кремові, пурпурні, воронкоподібні, широко відкриті, до 7 см завдовжки й у діаметрі. Розкриваються по кілька десятків одночасно. Квіткова трубка коротка, густо вкрита лусочками. Плоди до 6 см завдовжки і 3 см в діаметрі, м'ясисті, з лусочками. Після видалення плодів на стеблі протягом тривалого часу залишаються сліди.

## Ареал
США (від Юти до Невади), Мексика і Гватемала. Виростають в передгір'ях, на відкритих схилах гір, а також у рівнинних напівпустельних областях на висоті 500-3000 м над рівнем моря. Деякі види зустрічаються навіть на дні глибоких каньйонів Великого Каньйону в США. На батьківщині знаходять саме широке господарське застосування. Очищені від колючок стебла використовують як висококалорійний корм для домашньої худоби і нерідко є єдиним джерелом вологи в пустелі. Верхівки окремих видів (Ferocactus acanthodes) постійно нахилені на південь і служать живим компасом. Пустотілі висушені стебла індіанці здавна використовують для зберігання їжі, а колючки — як шила чи рибальських гачків. Насіння є ласощами. Низку видів застосовують у виробництві солодощів і ароматичних речовин. У 20-30-ті роки, коли комерційні компанії налагодили виготовлення «кактусних солодощів», були спустошені багато місця зростання цих рослин.

## Умови культивування
Ферокактуси відрізняються повільним зростанням. В оранжерейнії культурі вимагають великої кількості сонячного світла і тепла, інакше в них утворюються слабкі, недостатньо розвинені колючки. У літній період полив обмежений. Зимове утримання сухе, при температурі 12-14 °С.Переохолодження і підвищену вологість повітря переносять погано. Ферокактуси рекомендується вирощувати в глинисто-дерновій ґрунтовій суміші, що містить 30-40 % гравію і цегляних крихт. рН близько 5,6. Присутність вапна в ґрунті ці рослини переносять погано. Розмножуються насінням. Вирощуються в основному як колекційні рослини.

## Види
- Ferocactus alamosanus
- Ferocactus chrysacanthus
- Ferocactus cylindraceus
  - Ferocactus cylindraceus cylindraceus
  - Ferocactus cylindraceus lecontei
  - Ferocactus cylindraceus tortulispinus
- Ferocactus diguetii
- Ferocactus echidne
- Ferocactus emoryi
  - Ferocactus emoryi emoryi
  - Ferocactus emoryi rectispinus
- Ferocactus flavovirens
- Ferocactus fordii
- Ferocactus glaucescens
- Ferocactus gracilis
  - Ferocactus gracilis coloratus
  - Ferocactus gracilis gatesii
  - Ferocactus gracilis gracilis
- Ferocactus haematacanthus
- Ferocactus hamatacanthus
- Ferocactus herrerae
- Ferocactus histrix
- Ferocactus horridus
- Ferocactus johnstonianus
- Ferocactus latispinus
- Ferocactus macrodiscus
- Ferocactus peninsulae
- Ferocactus pilosus
- Ferocactus pottsi
- Ferocactus reppenhagenii
- Ferocactus robustus
- Ferocactus santa-maria
- Ferocactus schwarzii
- Ferocactus stainesii
- Ferocactus townsendianus
- Ferocactus viridescens
- Ferocactus wislizeni